# Mitología komi
La mitología komi es la mitología tradicional de los komi un pueblo del norte de Rusia cercano a los Urales los cuales se concentran en su mayoría en el sujeto federal ruso de la República de Komi

## Dioses y espíritus
- Kul' o Omöl' (Куль o Омöль): Es un dios del agua y de la muerte.

- Vasa (Васа): Otro espíritu del agua. Como Kul, podría ser maligno y tuvo que ser apaciguado por tirar pan, un palo, tortas o tabaco en el agua. Era amigo de los molineros.

- Olys' o Olysya (Олысь o Олыся): Un espíritu del hogar, es el equivalente a domovoi, de la mitología eslava. Bajo el nombre de Rynyshsa (Рынышса) es un espíritu del agua asociado a los baños, aparece como un viejecillo encorvado de barba blanca.

- Peludi-Aika (Пелуди-Айка): "Padre del florecimiento del maíz". Es un espíritu que prohibía salir a los campesinos de sus casas el 20 de julio. Si los campesinos desobedecían, él arrasaría con su maíz.

- Pyvsyan'sa (Пывсяньса): Señor de la casa de baño. Aparece como un pequeño hombre con sombrero rojo y ojos de fuego.

- Voipel' (Войпель): Dios de los fríos vientos del norte y de la noche. Su nombre significa "Norte/Viento de media noche".

- Vörsa (Вöрса): Espíritu del bosque. Cada bosque tiene su propio Vörsa. Los cazadores le ofrecían pieles, pan, sal o tabaco con la esperanza de que él les ayudara a centrarse para la caza.[1]

## Mito de la creación
Del huevo de un pato nacieron En y Omöl, los espíritus del bien y el mal respectivamente. En tomó la forma de un cisne; Omöl, la de un zampullín. Se levantaron de la parte primordial del océano para crear el mundo